# U-989
| U-989                      | U-989                                                          | U-989                                                          |
| -------------------------- | -------------------------------------------------------------- | -------------------------------------------------------------- |
|                            |                                                                |                                                                |
|                            |                                                                |                                                                |
|                            |                                                                |                                                                |
| Під прапором               | Третій рейх                                                    | Третій рейх                                                    |
| Спуск на воду              | 16 червня 1943 року                                            | 16 червня 1943 року                                            |
| Виведений зі складу флоту  | 14 лютого 1945 року                                            | 14 лютого 1945 року                                            |
| Сучасний статус            | затоплений                                                     | затоплений                                                     |
| Проєкт                     |                                                                |                                                                |
| Тип ПЧ                     | Торпедний ДПЧ                                                  | Торпедний ДПЧ                                                  |
| Основні характеристики     |                                                                |                                                                |
| Швидкість (надводна)       | 17,7 вузлів                                                    | 17,7 вузлів                                                    |
| Швидкість (підводна)       | 7,6 вузлів                                                     | 7,6 вузлів                                                     |
| Робоча глибина занурення   | 100 м                                                          | 100 м                                                          |
| Гранична глибина занурення | 220 м                                                          | 220 м                                                          |
| Екіпаж                     | 44 осіб                                                        | 44 осіб                                                        |
| Розміри                    |                                                                |                                                                |
| Довжина найбільша (по КВЛ) | 67,1 м                                                         | 67,1 м                                                         |
| Ширина корпусу найб.       | 6,2 м                                                          | 6,2 м                                                          |
| Висота                     | 9,6 м                                                          | 9,6 м                                                          |
| Середня осадка (по КВЛ)    | 4,70 м                                                         | 4,70 м                                                         |
| Водотоннажність надводна   | 769 т                                                          | 769 т                                                          |
| Озброєння                  |                                                                |                                                                |
| Артилерія                  | одна палубна гармата калібру 88-мм, одна 20-мм зенітна гармата | одна палубна гармата калібру 88-мм, одна 20-мм зенітна гармата |
| Торпедно- мінне озброєння  | 4 носових і один кормовий ТА. 14 торпед або 26 мін             | 4 носових і один кормовий ТА. 14 торпед або 26 мін             |

U-989 — німецький підводний човен типу VIIC, часів Другої світової війни.
Замовлення на будівництво човна було віддане 25 травня 1941 року. Човен був закладений на верфі суднобудівної компанії «Blohm + Voss» у місті Гамбург 17 жовтня 1942 року під заводським номером 189, спущений на воду 16 червня 1943 року, 22 липня 1943 року увійшов до складу 5-ї флотилії. Також за час служби входив до складу 9-ї та 33-ї флотилій. Єдиним командиром човна був капітан-лейтенант Гардо Родлер фон Ройтберг.
Човен зробив 5 бойових походів, в яких потопив 1 і пошкодив ще 1 судно.
14 лютого 1945 року потоплений в Норвезькому морі північніше Шетландських островів (61°36′ пн. ш. 01°35′ зх. д. / 61.600° пн. ш. 1.583° зх. д.) глибинними бомбами британських фрегатів «Бейнтин», «Братвейт», «Лох Екк» і «Лох Данвеган». Всі 47 членів екіпажу загинули.

## Потоплені та пошкоджені кораблі[3]
| Назва            | Тип            | Належність      | Дата           | Тоннаж (БРТ) | Вантаж                     | Статус     | Місце                                                      |
| Louis Kossuth    | вантажне судно | США             | 23 серпня 1944 | 7 176        | Війська та машини          | пошкоджено | 50°16′ пн. ш. 01°41′ зх. д. / 50.267° пн. ш. 1.683° зх. д. |
| Ashmun J. Clough | вантажне судно | Велика Британія | 26 серпня 1944 | 1 791        | 1200 т військових вантажів | потоплено  | 50°10′ пн. ш. 01°41′ зх. д. / 50.167° пн. ш. 1.683° зх. д. |